# Чипишев, Василий Иванович
Василий Иванович Чипишев (Чипышев) (30 июня 1918, Янгельский, Агаповский район — 10 октября 1943, Верхнеднепровский район, Днепропетровская область) — наводчик орудия 233-го гвардейского стрелкового полка 81-й гвардейской стрелковой дивизии. Герой Советского Союза.

## Биография
Уроженец станицы Янгельской ОКВ. Из казаков. Отец служил станичным писарем. В семье было шестеро детей. Отец погиб в Гражданскую войну. Все невзгоды и трудности легли на плечи матери. Сыновья как могли, помогали ей. Семья переехала в г. Магнитогорск на заработки. Василий учился на бухгалтера в Магнитогорске. В Красной Армии с 1943 года. Участник Великой Отечественной войны с июля 1942 года. Воевал под Сталинградом в составе 422-й стрелковой дивизии, на Степном фронте, участник битвы под Курском, участвовал в боях по освобождению Украины.
После форсирования реки Днепр, в боях на плацдарме в районе с. Бородаевка, (Верхнеднепровский район, Днепропетровская область) 10 октября 1943 года, подбил 4 танка, вклинившихся в оборону советской армии. Погиб в бою.
Указом Президиума Верховного Совета СССР от 26 октября 1943 года за образцовое выполнение боевых заданий командования и проявленные при этом мужество и героизм гвардии красноармейцу Чипишеву Василию Ивановичу присвоено звание Героя Советского Союза.
Награждён орденом Ленина.